# Willisia
Willisia é um género botânico pertencente à família Podostemaceae.